# Arbitražna teorija procjenjivanja (APT)
Arbitražna teorija procjenjivanja - APT (engl. arbitrage pricing theory) je opća teorija procjene vrijednosti imovine prema kojoj se očekivani povrat financijske imovine može modelirati kao linearna funkcija različitih faktora teoretskih tržišnih indeksa, pri čemu se kod svakog faktora osjetljivost na promjene predstavlja za njega specifičnim beta koeficijentom. Iz ovog modela izvedena stopa povrata tada se koristi za vrednovanje imovine koja treba biti jednaka očekivanoj cijeni na kraju vremenskog razdoblja koja je tada diskontirana po stopi koja je prema modelu implicitna. Ako cijena krene u drugom smjeru, arbitraža je vraća na prihvatljivu razinu. Struktura modela linearnog faktora koristi se u imovinskom menadžmentu kao osnova za mnoge komercijalne sustave upravljanja rizikom.
Ovu teoriju postavio je 1976. godine ekonomist Stephen Ross.

## Navodi
1. ↑  Ross, Stephen A. 1. prosinca 1976. The arbitrage theory of capital asset pricing. Journal of Economic Theory (engleski). 13 (3): 341–360. doi:10.1016/0022-0531(76)90046-6. ISSN 0022-0531